# Parque nacional Búfalo de los Bosques
El Parque Nacional del Búfalo de los Bosques está localizado en el norte de la provincia de Alberta y en el sur de los Territorios del Noroeste, Canadá. Fue establecido en 1922 y tiene un área de 44 807 km², siendo el parque canadiense de mayor extensión. El parque fue creado para proteger el mayor rebaño libre de bisontes americanos (a menudo llamados por error "búfalos") del mundo. Se estima que más de 2000 bisontes viven en él. Numerosas otras especies de animales salvajes también viven en el parque, como por ejemplo, alces, osos negros, lobos, castores, linces entre otros. Fue declarado Patrimonio de la Humanidad por la Unesco en 1983.
La sede del parque se encuentra en Fort Smith, con una pequeña oficina satélite en Fort Chipewyan, Alberta. Geográficamente el parque es importante por contener uno de los mayores deltas de agua dulce, formado por el río Peace, el río Athabasca y el río de los Esclavos. Es también conocido por sus dolinas y karst en la parte de los Territorios del Noroeste. El parque está localizado justo al norte de las Arenas del petróleo de Athabasca.

## Historia

### Antes del parque
Esta región ha estado habitada por culturas humanas desde finales de la última edad de hielo.  Los pueblos aborígenes de esta región han seguido variaciones del modo de vida subártico, basado en la caza, pesca y recolección.  Situada en la confluencia de tres grandes ríos utilizados como rutas de canoa para el comercio: el Athabasca, el Peace y el Slave, la región que posteriormente se definió como parque nacional fue muy transitada por los pueblos indígenas durante milenios.
En los tiempos registrados, los Dane-zaa (históricamente llamados la tribu del castor), los Chipewyan, los South Slavey (Dene Thaʼ) y los Woods Cree habitaban la región, donde a veces competían por los recursos y el comercio. Los dane-zaa, los chipewyan y los slavey del sur hablan (o hablaban) lenguas de la familia atabascana del norte.  Estas lenguas también son comunes entre los pueblos de las regiones al norte y al oeste del parque, que se denominan colectivamente Dene.  Los Cree, en cambio, son un pueblo algonquino. Se cree que emigraron aquí desde el este dentro del marco temporal de la historia registrada, ya que la mayoría de los pueblos de habla algonquina se encuentran a lo largo de la costa atlántica, desde Canadá y hacia el sur a través de gran parte de los Estados Unidos.
En algún momento después de 1781, cuando una epidemia de viruela diezmó la región, los dene y los cree hicieron un tratado de paz en Peace Point mediante una ceremonia de pipa ceremonial.  Este es el origen del nombre del río Peace que atraviesa la región: el río se utilizó para definir una frontera entre los dene-zaa al norte y los cree al sur.
Se cree que el explorador Peter Pond pasó por la región en 1785, probablemente el primer europeo en hacerlo, seguido por Alexander Mackenzie tres años después. En 1788, los comerciantes de pieles británicos establecieron puestos en Fort Chipewyan, justo al este de los actuales límites del parque, y en Fort Vermilion cerca del oeste. Los comerciantes de pieles siguieron a las Primeras Naciones en la utilización del río Peace como parte de sus red de rutas en canoa para el comercio de pieles en América del Norte. Los pueblos mestizos, descendientes inicialmente de comerciantes europeos y mujeres indígenas, se convirtieron en otro grupo étnico importante en la región.
Tras casi otro siglo de dominación por parte de la Compañía de la Bahía de Hudson, Canadá compró la reclamación de la compañía sobre la región. La agricultura nunca se desarrolló en esta parte del oeste de Canadá, a diferencia del sur. La caza y la caza con trampas siguieron siendo la industria dominante en esta región hasta bien entrado el siglo XX, y siguen siendo vitales para muchos de sus habitantes. Tras la fiebre del oro de Klondike de 1897, el gobierno canadiense se empeñó en extinguir los títulos aborígenes de la tierra. Quería poder explotar cualquier riqueza mineral que se encontrara en el futuro sin tener que lidiar con posibles objeciones de las Primeras Naciones. La Corona firmó el Tratado 8 con estos pueblos el 21 de junio de 1899, adquiriendo gran parte del territorio como tierra de la Corona.

### Como parque nacional

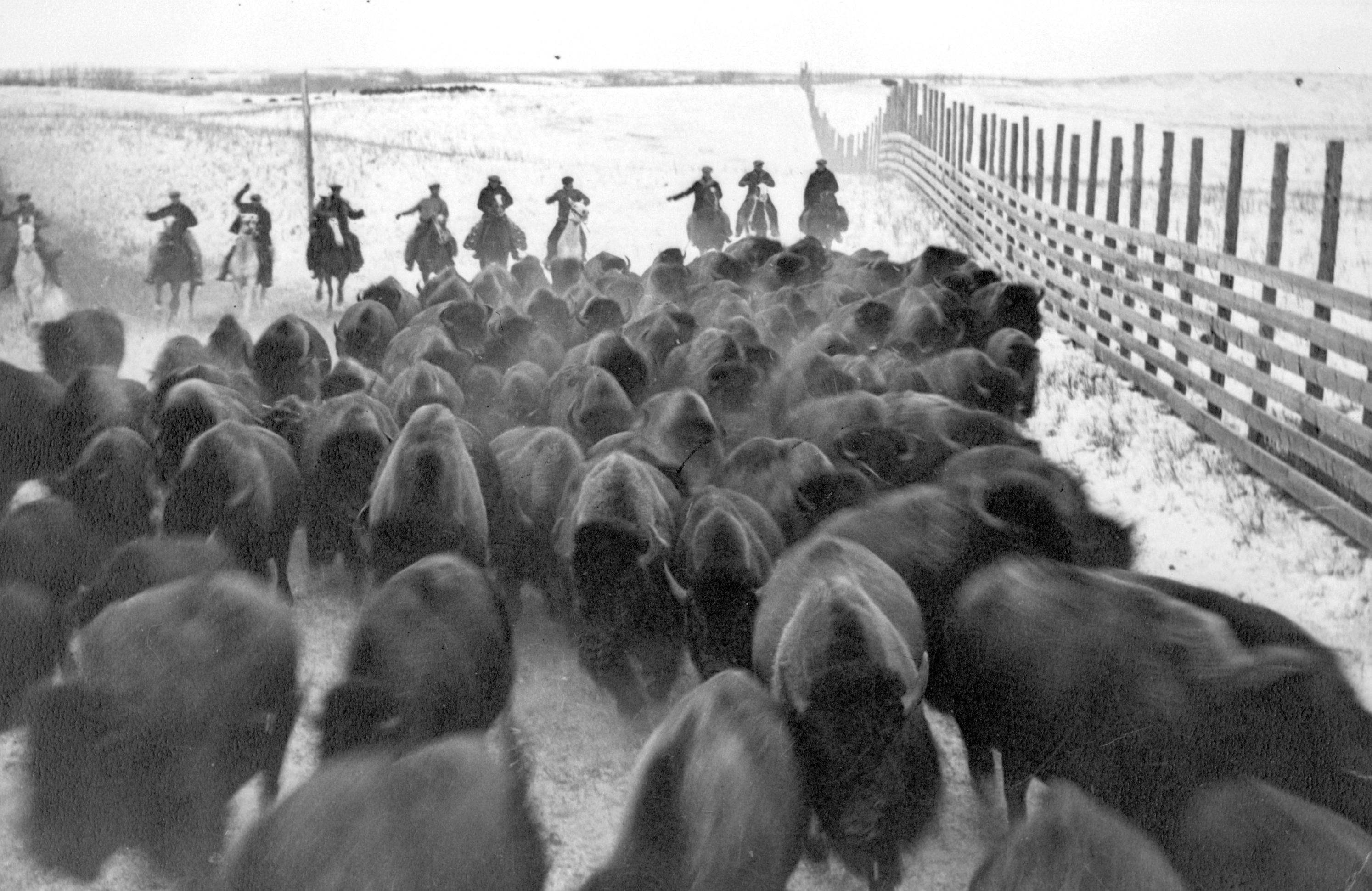
Los bisontes de las llanuras fueron trasladados aquí desde el Parque Nacional del Búfalo en la década de 1920, pero fueron portadores de enfermedades y se hibridaron con el búfalo de bosque, lo que hizo que su número disminuyera.

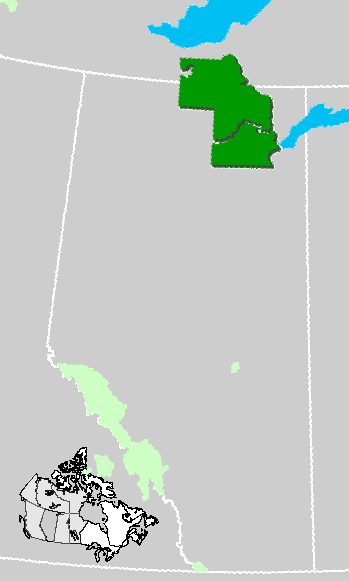
Localización y extensión del parque (verde oscuro).

Establecido en 1922, el parque se creó en tierras de la Corona adquiridas mediante el Tratado 8 entre Canadá y las Primeras Naciones locales. El parque rodea completamente varias reservas indígenas como Peace Point y ʔejëre K'elnı Kuę́ (también llamada Hay Camp).
A pesar de las protestas de los biólogos, entre 1925 y 1928 el gobierno reubicó aquí a cerca de 6.700 bisontes de las praderas desde el Parque Nacional del Búfalo, para evitar el indeseado sacrificio masivo en este último parque debido a la sobrepoblación existente en él. El bisonte de las llanuras híbridoizado con los 1.500-2.000 bisontes de bosque locales, y portaba enfermedades como la tuberculosis bovina y la brucelosis, que introdujeron en la manada de bisontes de bosque. Desde entonces los responsables del parque han intentado deshacer este daño, realizando sucesivos sacrificios de animales enfermos. 
En 1957, se descubrió una manada de 200 bisontes de bosque sanos y relativamente puros cerca del río Nyarling. En 1965, 23 de estos bisontes fueron reubicados en el lado sur del Parque Nacional de la Isla del Alce. En la actualidad, son 300 y son los bisontes de bosque genéticamente más puros que quedan. 
Entre 1951 y 1967, se mataron 4000 bisontes y se vendieron 900 toneladas de carne en un matadero especial construido en Hay Camp. Estos pequeños sacrificios no erradicaron las enfermedades. En 1990, el gobierno anunció un plan para destruir toda la manada y repoblar el parque con bisontes libres de enfermedades procedentes del Parque Nacional de la Isla del Alce. El público reaccionó rápidamente de forma negativa a este plan y se abandonó.  
La gobernanza local dentro de la porción de Alberta del Parque Nacional de Wood Buffalo se introdujo el 1 de enero de 1967, con la incorporación de un distrito de mejora. Originalmente numerado como Distrito de Mejora n.º 150, fue renumerado como Distrito de Mejora n.º 24 el 1 de enero de 1969.
En 1983, se concedió un contrato de arrendamiento de 21 años a Canadian Forest Products Ltd. para talar una zona de 50.000 hectáreas del Parque Nacional de Wood Buffalo. La Canadian Parks and Wilderness Society presentó una demanda contra Parks Canada por violar la National Parks Act. Antes de que comenzara el juicio en 1992, Parks Canada dio su conformidad y reconoció que el arrendamiento no era válido ni estaba autorizado por las disposiciones de la ley.
En marzo de 2019, se estableció el Parque Provincial Kitaskino Nuwenëné Wildland en los límites del Parque Nacional Wood Buffalo. La Primera Nación Mikisew Cree había propuesto por primera vez proteger esta tierra como parque. Preserva los ecosistemas naturales de las zonas industriales en expansión al norte de Fort McMurray. El parque se creó después de que tres empresas petroleras, Teck Resources, Cenovus Energy y Imperial Oil, renunciaran voluntariamente a ciertos arrendamientos de arenas bituminosas y minería en la zona, tras negociar con el gobierno de Alberta y grupos indígenas. Este parque provincial está cerrado a la silvicultura y a nuevos proyectos energéticos. Pero los pozos existentes pueden seguir produciendo, y se permiten los usos tradicionales de las tierras indígenas.
En junio de 2019, la UNESCO expresó su preocupación por la gestión de la salud ecológica del parque y el uso indígena, señalando la disminución de la calidad del agua. Advirtió al parque de que podría ser retirado de la lista del Patrimonio Mundial si las condiciones se deterioraban demasiado. En respuesta, Canadá anunció la asignación de 27,5 millones de dólares para resolver los problemas. La UNESCO cuestionó el plan y no ha levantado la posible exclusión de la lista del parque. El Comité del Patrimonio Mundial revisará el informe y el plan de Canadá para preservar el parque en 2021.

## Fauna
El Parque Nacional de Wood Buffalo contiene una gran variedad de especies silvestres, como zorro rojo, bisonte, alce, cárabo lapón, osos negros, halcónes, lobo del Mackenzie, linces, castores, búho de las nieves, marmota, águila calva, marta americana, glotón, halcón peregrino, grulla trompetera, liebre americana, grullas, urogallos y la población más septentrional del mundo de culebras, que forman guaridas comunales en el parque. Se han registrado pumas, caballos asilvestrados y bueyes almizcleros dentro y en los alrededores del parque.
El parque Wood Buffalo contiene el único hábitat natural de anidación de la grulla trompetera, en peligro de extinción. Se le conoce como Área de distribución estival de la grulla trompetera. Está clasificado en la Sitio Ramsar. Fue identificado a través del Programa Biológico Internacional. El área de distribución es un complejo de masas de agua contiguas, principalmente lagos y diversos humedales, como marismas y turberas, pero también incluye arroyos y estanques.
En 2007, la mayor presa de castores del mundo; de unos 850 m de longitud; fue descubierta en el parque mediante imágenes por satélite. La presa, situada en 58°16.3′N 112°15.1′O / 58.2717, -112.2517, a unos 200km de Fort Chipewyan, solo había sido avistada por satélite y por aviones de ala fija desde julio de 2014.

### Bisonte híbrido
Como ya se ha dicho, los "bisontes de bosque" del parque son descendientes híbridos, producto de uniones con bisontes de llanura que fueron trasladados al parque en la década de 1920 desde el Parque Nacional del Búfalo.  Los bisontes de las llanuras eran más numerosos y se descubrió que eran portadores de enfermedades que se establecieron entre los bisontes del parque. Esto, además de la hibridación que se produjo, amenazó la supervivencia del verdadero bisonte de bosque. Un estudio de 1995 detectó que ha habido notables diferencias morfológicas entre cada manada del parque, que han desarrollado diferentes grados de hibridación. La manada de la estación de Sweetgrass, cerca del delta del Peace-Atabasca, seguida de la manada de Slave River Lowlands, conservan un fenotipo más cercano al bisonte de bosque original antes de la década de 1920. Son más fieles a los tipos originales que las manadas conservadas en el Parque Nacional de la Isla del Alce y el Santuario del Bisonte de Mackenzie.

## Galería

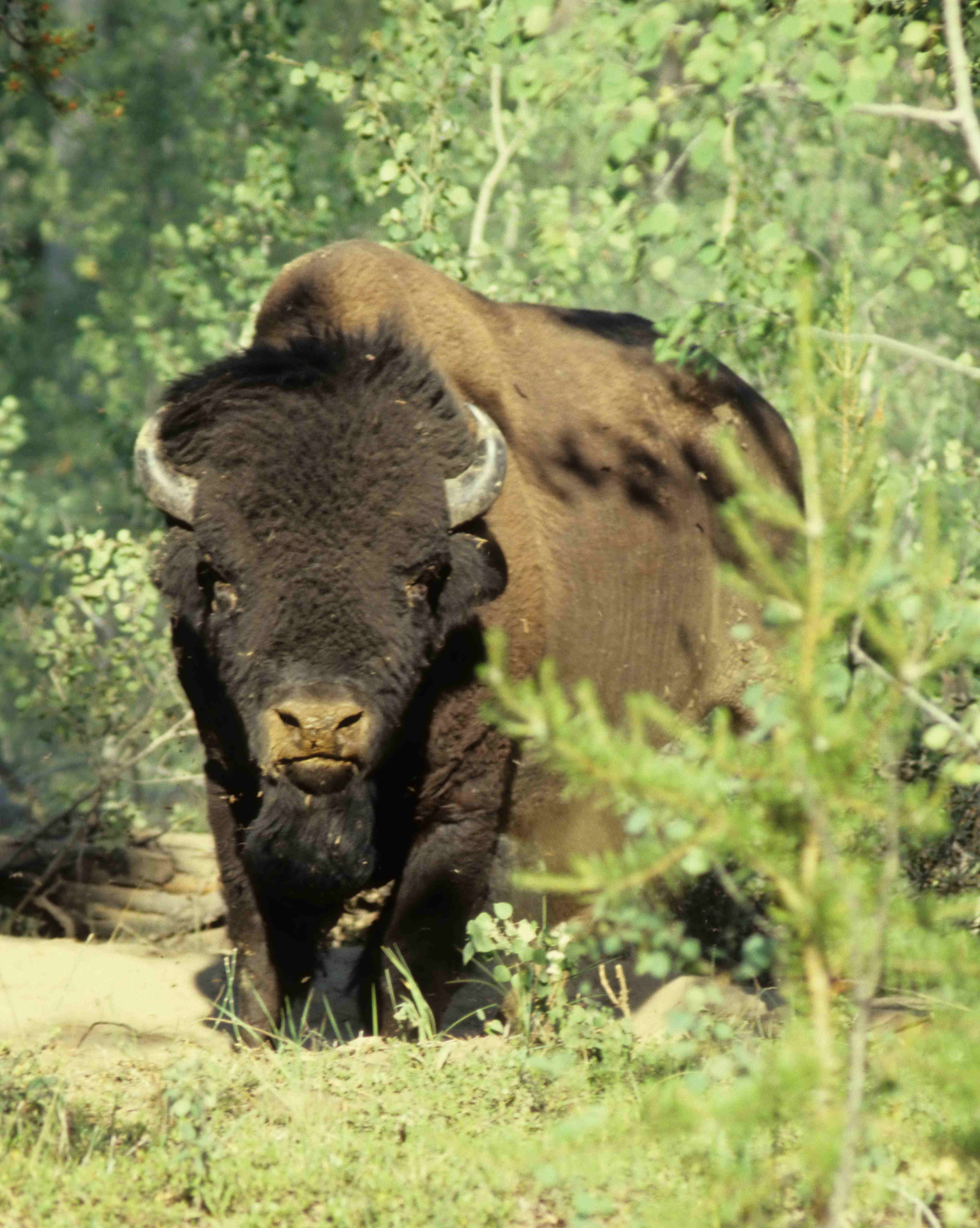
Bisonte de los bosques.
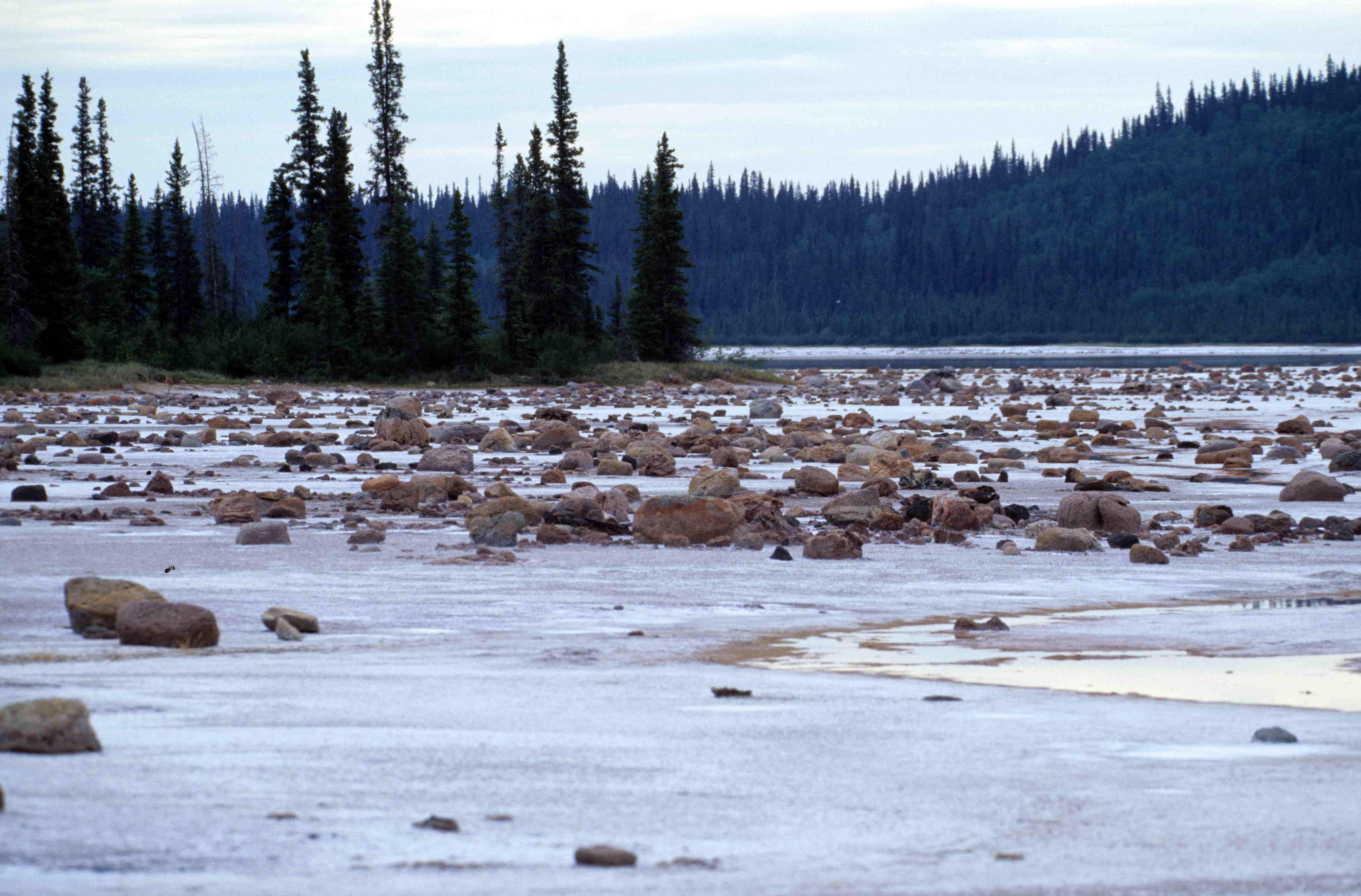
Lago Gros Beak.
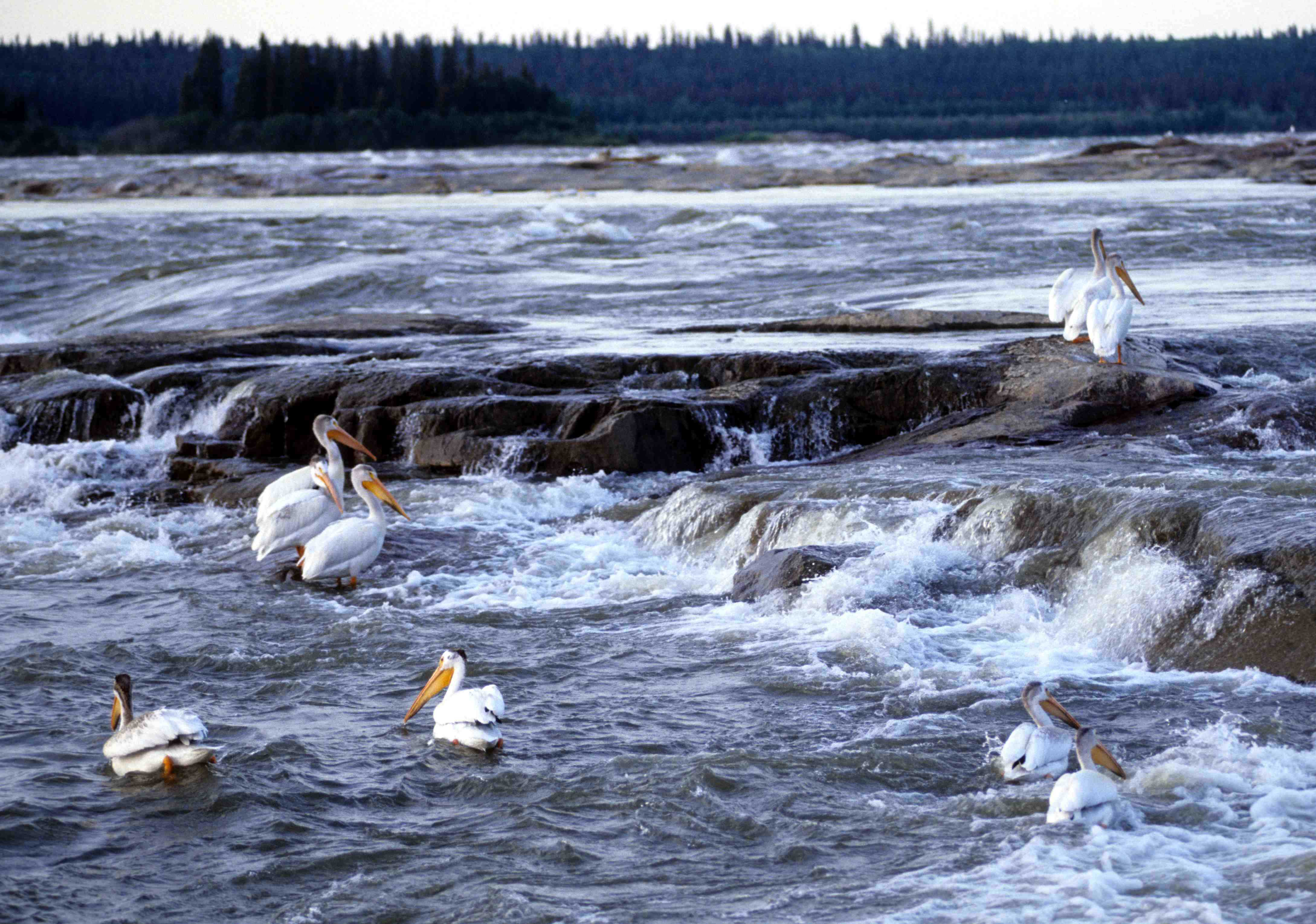
Pelícanos blancos americanos en los Rápidos del Ahogado (Río de los Esclavos).
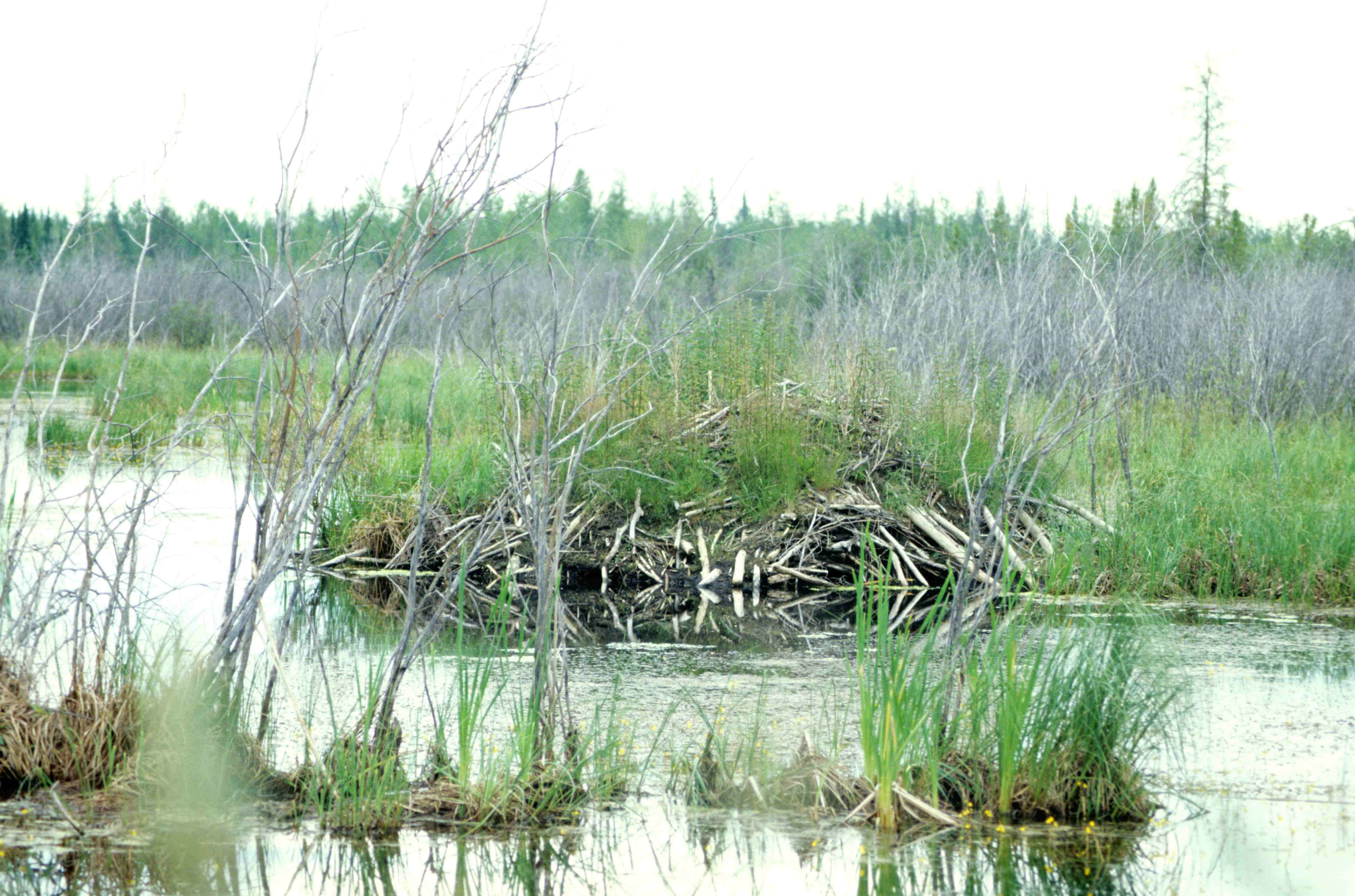
Madrigueras de castor.

## Relieve
1. ↑  «Wood Buffalo National Park». UNESCO Culture Sector. Consultado el 18 de enero de 2013.
2. ↑  Jack Van Camp, 1989. "A Surviving Herd of Endangered Wood Bison at Hook Lake, N.W.T.?", Arctic, 42(4):314-322.
3. 1 2  Sandlos, John (2013). «¿Santuario de bisontes del norte o gran rancho? Parque Nacional de Wood Buffalo». Proyecto Arcadia. Portal de Medio Ambiente y Sociedad. ISSN 2199-3408. Consultado el 25 de mayo de 2015.
4. ↑  Asuntos Municipales de Alberta, ed. (1 de octubre de 2021). «Municipal Profiles: Distritos de Mejora». p. 29. Consultado el 3 de octubre de 2021.
5. ↑  Boyd, David R. (2004). Unnatural Law: Replanteamiento de la política y el derecho ambiental canadiense. Vancouver: UBC Press, Universidad de Columbia Británica. p. 173. ISBN 0-7748-1048-3.
6. ↑  Narwhal, The. «Tres empresas de arenas bituminosas ceden tierras para un nuevo parque de Alberta que será cogestionado con las Primeras Naciones». The Narwhal (en inglés). Consultado el 8 de abril de 2019.
7. ↑  La ONU dice que el plan de Canadá para rescatar el Parque Nacional Wood Buffalo necesita "un esfuerzo considerablemente mayor", Bob Weber, The Canadian Press, 13 de junio de 2019
8. ↑  Wood Buffalo 'doomed without quick action' as UN extends deadline, Cabin Radio, Published: 3 de julio de 2019 Sarah Pruys
9. ↑  Gau, Robert J.; Mulders, Robert; Lamb, Tamara; Gunn, Libby (2001). «Los pumas (Puma concolor) en los Territorios del Noroeste y el Parque Nacional de Wood Buffalo». Arctic 54 (2). S2CID 131593564. doi:10.14430/ARCTIC778.
10. ↑  Cohen, Sidney (26 de julio de 2019). «Hay que verlo para creerlo: Un hombre caza bueyes almizcleros en el norte de Alberta». CBC News (en inglés estadounidense). Consultado el 22 de noviembre de 2020.
11. ↑  1141883 «Avistaje de bueyes almizcleros en el norte de Alberta». CBC News (en inglés estadounidense). 20 de junio de 2012. Consultado el 22 de noviembre de 2020.
12. ↑  3501714 «Caballos salvajes avistados cerca del Parque Nacional Wood Buffalo». CBC News (en inglés estadounidense). 22 de marzo de 2016. Consultado el 20-11-22.
13. ↑  «Los caballos salvajes recorren Wood Buffalo». _EDGE. 16 de marzo de 2016. Consultado el 20-09-08.
14. ↑  Kleiss, Karen (6 de mayo de 2010). «Gran estanque de castores visible desde el espacio». The Vancouver Sun. Canwest News Service. Archivado desde el original el 8 de mayo de 2010. Consultado el 18 de septiembre de 2014.
15. ↑  Comte, Michel; Lemieux, Jacques. «Se descubre la mayor presa de castores del mundo en el norte de Canadá». Archivado desde el original el 9 de mayo de 2010. Consultado el 18 de septiembre de 2014.
16. ↑  htm «La mayor presa de castores vista desde el espacio». Discovery News. L'Agence France-Presse. 6 de mayo de 2010. Consultado el 25 de mayo de 2015.
17. ↑  Thie, Jean. «Explorando el hábitat y la distribución del castor con Google Earth: La presa de castores más larga del mundo». EcoInformatics International. Consultado el 18 de septiembre de 2014.
18. ↑  Lilwall, Scott (19 de septiembre de 2014). «El explorador estadounidense llega a la presa de castores más grande del mundo: Un aventurero recorre el denso bosque boreal del noreste de Alberta». CBC New Canada (CBC/Radio-Canada). Consultado el 14 de mayo de 2016.
19. ↑  Klinkenberg, Marty (18 de septiembre de 2014). «El explorador estadounidense alcanza la presa de castores más grande del mundo: Un aventurero recorre el denso bosque boreal del noreste de Alberta». Asociación de Suministro de Agua de B.C. Edmonton Journal. Archivado desde el original el 4 de junio de 2016. Consultado el 25 de mayo de 2015.
20. ↑  C. G Van Zyll de Jong, 1986, A systematic study of recent bison, with particular consideration of the wood bison (Bison bison athabascae Rhoads 1898), National Museum of Natural Sciences
21. ↑  "Phenotypic Variation in Remnant Populations of North American Bison," C. G. van Zyll de Jong, C. Gates, H. Reynolds and W. Olson; Journal of Mammalogy, Vol. 76, No. 2 (mayo, 1995), pp. 391-405